# Păcii (metrostation)
Păcii is een metrostation in Boekarest. Het station wordt bediend door metrolijn 3. Păcii ligt in het zuidwesten van Boekarest. Het metrostation werd in 1983 geopend, samen met de andere stations van dit westelijk deeltraject van metrolijn 3, op Eroilor na. De dichtstbijzijnde stations zijn Gorjului en Preciziei.